# 下野隆雄
下野 隆雄（しもの たかお、1988年6月7日 - ）は、京都府京都市出身の元ハンドボール選手。

## 経歴
大阪体育大学時代は2010年に西日本学生選手権大会で優秀選手賞を受賞。
2011年に日本ハンドボールリーグのトヨタ紡織九州へ加入。
2016-17年シーズンはリーグトップの7mスロー阻止率（.297）を記録した。
2018-19年シーズン限りで現役を引退。

## 詳細情報

### 年度別成績
| 年       | チーム         | 試合 | FS 阻止 | 率   | 7m 阻止 | 率   |
| -------- | -------------- | ---- | ------- | ---- | ------- | ---- |
| 2011-12  | トヨタ紡織九州 | 14   | -       | -    | 1/9     | .111 |
| 2012-13  | トヨタ紡織九州 | 16   | 83/244  | .340 | 2/15    | .133 |
| 2013-14  | トヨタ紡織九州 | 16   | 103/309 | .333 | 1/17    | .059 |
| 2014-15  | トヨタ紡織九州 | 16   | 91/291  | .313 | 4/15    | .267 |
| 2015-16  | トヨタ紡織九州 | 16   | 99/316  | .313 | 6/26    | .231 |
| 2016-17  | トヨタ紡織九州 | 16   | 45/164  | .274 | 11/37   | .297 |
| 2017-18  | トヨタ紡織九州 | 21   | 60/175  | .343 | 4/30    | .133 |
| 2018-19  | トヨタ紡織九州 | 23   | 9/26    | .346 | 2/27    | .074 |
| JHL：8年 | JHL：8年       | 138  | -       | -    | 31/176  | .176 |

- 各年度の太字はリーグ最高
- 2011-12年シーズンはシュート阻止数の公式記録がないため省略

### タイトル・表彰

#### 日本ハンドボールリーグ
- 7mスロー阻止率賞：1回 (2016年)

### 背番号
- 16 (2011年 - 2019年)